# Course en ligne féminine aux championnats du monde de cyclisme sur route 1969
Navigation
1968 1970
La course en ligne féminine aux championnats du monde de cyclisme sur route 1969 a lieu le 22 août 1969 à Brno en Tchécoslovaquie. Cette édition est remportée par l'Américaine Audrey McElmury.

## Classement
|                                    | Coureuse               | Pays             |    | Temps          |
| ---------------------------------- | ---------------------- | ---------------- | -- | -------------- |
| Médaille d'or, Coupe du Monde      | Audrey McElmury        | États-Unis       | en | 2 h 4 min 27 s |
| Médaille d'argent, Coupe du Monde  | Bernadette Swinnerton  | Royaume-Uni      | +  | 1 min 10 s     |
| Médaille de bronze, Coupe du Monde | Nina Trofimova         | Union soviétique |    | 1 min 10 s     |
| 4                                  | Nicole Vandenbroeck    | Belgique         |    | 1 min 10 s     |
| 5                                  | Carla Bosio            | Italie           |    | 1 min 10 s     |
| 6                                  | Bajba Tsaune           | Union soviétique |    | 1 min 10 s     |
| 7                                  | Elisabetta Maffeis     | Italie           |    | 1 min 10 s     |
| 8                                  | Lubov Zadoroznaya      | Union soviétique |    | 1 min 10 s     |
| 9                                  | Ann Horswell           | Royaume-Uni      |    | 1 min 10 s     |
| 10                                 | Valentina Sergejeva    | Union soviétique |    | 1 min 10 s     |
| 11                                 | Jana Králová           | Tchécoslovaquie  |    | 1 min 10 s     |
| 12                                 | Martha Tulesova        | Tchécoslovaquie  |    | 1 min 10 s     |
| 13                                 | Hennie Faber-Hondeveld | Pays-Bas         |    | 1 min 31 s     |
| 14                                 | Christiane Goeminne    | Belgique         |    | 2 min 30 s     |
| 15                                 | Patricia Pepper        | Royaume-Uni      |    | 2 min 30 s     |
| 16                                 | Keetie van Oosten-Hage | Pays-Bas         |    | 5 min 52 s     |
| 17                                 | Ludmila Smirnova       | Union soviétique |    | 5 min 55 s     |
| 18                                 | Elsy Jacobs            | Luxembourg       |    | 6 min 20 s     |
| 19                                 | Helena Badalova        | Tchécoslovaquie  |    | 7 min 30 s     |
| 20                                 | Maria Cressari         | Italie           |    | 7 min 30 s     |
| 21                                 | Nancy Burghart         | États-Unis       |    | 7 min 40 s     |
| 22                                 | Suzanne Sohie          | Belgique         |    | 8 min 21 s     |
| 23                                 | Věra Rubešová          | Tchécoslovaquie  |    | 9 min 17 s     |
| 24                                 | Geneviève Gambillon    | France           |    | 10 min 4 s     |
| 25                                 | Angela Marchesin       | Italie           |    | 10 min 39 s    |
| 26                                 | Ursula Bürger          | Allemagne        |    | 10 min 41 s    |
| 27                                 | Marie Simone Jaudin    | France           |    | 13 min 45 s    |
| 28                                 | Micheline Lemoigne     | France           |    | 14 min 3 s     |
| 29                                 | Nelleke Van Dijk       | Pays-Bas         |    | 15 min 17 s    |
| 30                                 | Danièle Piton          | France           |    | 21 min 24 s    |
| 31                                 | Eef Helder             | Pays-Bas         |    | 22 min 7 s     |
| 32                                 | Gisela Nagel           | Allemagne        |    | 22 min 47 s    |
| 33                                 | Judith Hess            | États-Unis       |    | 27 min 45 s    |